# ایستگاه شینجوکو سانچومه
ایستگاه شینجوکو سانچومه (به لاتین: Shinjuku-sanchōme Station) یک ایستگاه قطار و ایستگاه مترو در ژاپن است که در شینجوکو-کو، توکیو واقع شده‌است.